# 北部州 (ザンビア)
北部州（ほくぶしゅう、英語: Northern Province）は、ザンビア北部の州。
2016年の人口は134万5400人で全国の8.4%を占め、10州中6位。
面積は7万7650km2で10.3%を占め、10州中6位。
人口密度は17.3人/km2。
州都はカサマ。

## 隣接州
- 北：タンガニーカ州
- 北東：ルクワ州
- 東～南：ムチンガ州
- 西：ルアプラ州
- 北西：上カタンガ州

## 人口
- 1964年：56万4000人
- 1969年：54万5000人[2]
- 1980年8月25日：43万3286人
- 1990年8月20日：58万545人
- 2000年10月20日：80万9400人
- 2010年10月16日：110万5824人
- 2016年7月1日：134万5400人

## 行政区画

北部州の行政区画

以下の9地区から成る。
- カサマ地区（英語版）
- カプタ地区（英語版）
- チルビ地区（英語版）
- ムバラ地区（英語版）
- ムポロコソ地区（英語版）
- ルウィング地区（英語版）
- ムプルング地区（英語版）
- ムングウィ地区（英語版）
- ンサマ地区（英語版）[3][4]

## 主要都市
人口は2010年の値。
- カサマ：10万1845人(州都)
- ムプルング：2万9103人
- ムバラ：2万4010人
- ルウィング：1万766人
- ムプロコソ（英語版）：1万5556人

## 地理
南部アフリカ大高原の海抜約1200m地帯に位置する。
リフトバレーが北西から南に貫通する。
アフリカで2番目に長いコンゴ川の最長の支流のチャンベシ川の水源は、ムバラ市南西の丘に有る。
大雨によって、特にチャンベシ川とルアングワ川が数kmに渡り氾濫し、広い沼地を作る。
バングウェウル沼はこの1つである。

### 湖
- タンガニーカ湖
- バングウェウル湖
- ムウェル・ワンティパ湖（英語版）

### 滝
- カブウェルメ滝（英語版）
- カランボ滝
- チシンバ滝（英語版）
- ルマングウェ滝（英語版）

### 国立公園
- ンスンブ国立公園（英語版）
- ムウェル・ワンティパ湖国立公園（英語版）
- ニカ国立公園（英語版）
- イサンガノ国立公園（英語版）
- ラユシ・マンダ国立公園（英語版）

## 気候
| 北部州の気候           | 北部州の気候 | 北部州の気候 | 北部州の気候 | 北部州の気候 | 北部州の気候 | 北部州の気候 | 北部州の気候 | 北部州の気候 | 北部州の気候 | 北部州の気候 | 北部州の気候 | 北部州の気候 | 北部州の気候 |
| 月                     | 1月          | 2月          | 3月          | 4月          | 5月          | 6月          | 7月          | 8月          | 9月          | 10月         | 11月         | 12月         | 年           |
| ---------------------- | ------------ | ------------ | ------------ | ------------ | ------------ | ------------ | ------------ | ------------ | ------------ | ------------ | ------------ | ------------ | ------------ |
| 最高気温記録 °C （°F） | 26.3 (79.3)  | 26.8 (80.2)  | 26.8 (80.2)  | 26.5 (79.7)  | 26 (79)      | 24.9 (76.8)  | 24.9 (76.8)  | 26.9 (80.4)  | 29.8 (85.6)  | 30.9 (87.6)  | 28.9 (84)    | 26.7 (80.1)  | 30.9 (87.6)  |
| 平均最高気温 °C （°F） | 19.7 (67.5)  | 19.9 (67.8)  | 20.2 (68.4)  | 20.2 (68.4)  | 18.9 (66)    | 17.2 (63)    | 17.1 (62.8)  | 18.9 (66)    | 21.8 (71.2)  | 23.1 (73.6)  | 21.6 (70.9)  | 20.1 (68.2)  | 23.1 (73.6)  |
| 平均最低気温 °C （°F） | 16.1 (61)    | 16.2 (61.2)  | 16.1 (61)    | 15.2 (59.4)  | 12.5 (54.5)  | 9.6 (49.3)   | 9.3 (48.7)   | 11 (52)      | 13.8 (56.8)  | 15.9 (60.6)  | 16.4 (61.5)  | 16.2 (61.2)  | 9.3 (48.7)   |
| 降水量 mm （inch）     | 23 (0.91)    | 20 (0.79)    | 20 (0.79)    | 8 (0.31)     | 1 (0.04)     | 0 (0)        | 0 (0)        | 0 (0)        | 0 (0)        | 3 (0.12)     | 14 (0.55)    | 24 (0.94)    | 113 (4.45)   |
| 出典：                 |              |              |              |              |              |              |              |              |              |              |              |              |              |

## 2010年国勢調査
- 男性：女性=1：1.022(全国平均は1.028人)[6] The literacy rate stood at 61.00% against a national average of 70.2%.[7]
- 都市化率=18.32%[8]
- 年間人口成長率=3.2%
- 中間年齢=20.1歳[9]
- 平均世帯規模=5.0人(男性家主で5.3人、女性家主で3.9人)[10]
- 有権者率=67.4%[11]
- 失業率=6.3%
- 合計特殊出生率=7.1人
- 完全出生率=6.5人
- 普通出生率=41.0人
- 未成年出生数=880人
- 総合出生率=182人
- 総再生産率=2.8
- 純再生産率=2.1[12]
- 労働力人口=60.2%(男性は66.9%、女性は54.1%)
- 労働人口成長率=3.4%[13]
- 最有力言語=ベンバ語の69.2%[14]
- アルビノ人口=2571人[15]
- 平均寿命=46歳(全国平均は51歳)[16]

## 民族・言語
- ベンバ人：ベンバ語
- ムワンガ人（英語版）：ムワンガ語
- トゥンブカ族・ルンダジ人：トゥンブカ語
- マンブウェ人（英語版）：マンブウェ語（英語版）